# Almost Paradise
Almost Paradise es una serie de televisión de drama criminal estadounidense-filipino producida por Dean Devlin y Gary Rosen. La serie es la primera serie de televisión estadounidense filmada íntegramente en Filipinas. Se estrenó el 30 de marzo de 2020 en WGN America (ahora conocido como NewsNation) en los Estados Unidos, y en Filipinas, se estrenó el 21 de marzo de 2021 en Kapamilya Channel , Kapamilya Online Live y A2Z Channel 11. La serie ha sido renovada para una segunda temporada en Amazon Freevee .

## Premisa
El exagente de la DEA Alex Walker, forzado a jubilarse, se muda a la isla de Cebú en Filipinas. Compra la tienda de regalos del hotel con la esperanza de controlar su estrés y su presión arterial alta, pero los elementos ricos y criminales de la isla lo siguen atrayendo hacia las fuerzas del orden.

## Reparto

### Principal
- Christian Kane como Alex Walker, exagente de la DEA[5]
- Samantha Richelle como el detective Kai Mendoza[5]
- AC Bonifacio como Kai adolescente.
- Arthur Acuña como Ernesto Almares, socio de Kai[5]
- Nonie Buencamino como Ike Ocampo, jefe del Departamento de Policía de Mactan[5]
- Ces Quesada como Cory Santos, el gerente del hotel[5]

### Secundario
- Zsa Zsa Padilla como Gobernadora Nina Rosales
- Angeli Bayani como la doctora Sara Patel
- Sophia Reola como Rita Cordero[5]
- Salsa de tomate Eusebio como Julio Torres
- Lotlot De León como Gloria Bautista
- Guji Lorenzana como Lester Cordero
- Raymond Bagatsing como el detective César Rábara
- Will Devaughn como Jimmy Teo
- Ryan Eigenmann como El Diablo
- Richard Yap
- Zaijian Jaranilla
- Elías Canlas
- Sol Eugenio como secuaz de la tríada de Shanghái

## Producción
Almost Paradise es la primera serie de televisión estadounidense filmada íntegramente en Filipinas. El espectáculo cuenta con un personal y un equipo totalmente filipinos, asistidos por lugareños de Cebú para el rodaje.
En septiembre de 2019 se anunció que ABS-CBN se aventuraría en la producción de televisión de Hollywood para los productores de cine y televisión de EE . UU. Electric Entertainment, que está dirigida por el productor filipino-estadounidense Dean Devlin. Una serie policial estadounidense ambientada en Cebú, Almost Paradise se emitió en los Estados Unidos a través de la compañía de cable WGN America. La serie comenzó a filmarse en Bigfoot Soundstage Cebu en noviembre de 2019.
Devlin mencionó en una entrevista el 4 de junio de 2020 que WGN no renovaría el programa para una segunda temporada, pero que una plataforma de transmisión sin nombre estaba dispuesta a transmitir todos los episodios para medir la respuesta del público para otra temporada. El 19 de enero de 2021 se anunció que Almost Paradise estaba transmitiendo en línea en Amazon Freevee. Todos los episodios del programa estuvieron disponibles bajo demanda a partir del 1 de febrero de 2021. Fue IMDb TV quien terminaría renovando el programa para una segunda temporada el 8 de febrero de 2022. El programa es distribuido por Electric Entertainment en Europa, América del Sur y Medio Oriente.

## Lanzamiento
El 19 de enero de 2020, se lanzó el primer tráiler junto con el anuncio de que la serie se estrenaría el 30 de marzo de 2020.

## Transmisión
- En Filipinas, la serie se transmite en filipino doblada a través de Kapamilya Channel , Kapamilya Online Live y A2Z desde el 21 de marzo de 2021 reemplazando a Pinoy Big Brother: Connect y reemplazado por He's Into Her.[12] El 9 de abril de 2021 se lanzó la versión original en iWantTFC.